# Acropteris ciniferaria
Acropteris ciniferaria är en fjärilsart som beskrevs av Walker. Acropteris ciniferaria ingår i släktet Acropteris och familjen Uraniidae. Inga underarter finns listade i Catalogue of Life.